# Hydriomena excelsa
Hydriomena excelsa là một loài bướm đêm trong họ Geometridae.